# نادي المريخ (مصر)
نادي المريخ للألعاب الرياضية المعروف أيضاً باسم المريخ البورسعيدي هو نادِ كرة قدم مصري يلعب حاليًا في الدوري المصري الممتاز ب. ومقره في مدينة بورسعيد، وقد لعب لأول مرة في الدوري المصري الممتاز في موسم 1986–87.
تصدر مجموعته في الدوري المصري الممتاز ب وصعد لدورة الترقي، لكنه لم ينجح في التأهل للدوري الممتاز.

## روابط خارجية
- الصفحة الرسمية على فيسبوك
- الحساب الرسمي على إنستجرام